# Mésitylène
Le mésitylène est un composé organique aromatique de formule chimique C9H12. Il est constitué d'un noyau benzénique substitué par trois groupements méthyles en positions 1, 3 et 5 : c'est en fait l'isomère 1,3,5 du triméthylbenzène. Il est fabriqué par distillation de l'acétone en présence d'acide sulfurique, ce dernier agissant comme catalyseur et agent de déshydratation. C'est un composé couramment utilisé comme solvant dans la recherche et l'industrie.

## Propriétés
Le mésitylène est un liquide incolore, facilement inflammable. Il est très peu soluble dans l'eau. En revanche, sa solubilité dans le benzène, l'éther et les alcools est assez élevée. Il est naturellement présent en faibles quantités dans le pétrole et le goudron de houille.

## Sécurité
Au-dessus de 40 °C, le mésitylène forme un mélange explosif avec l'air. Il réagit violemment avec les oxydants forts avec un risque d'explosion. Par inhalation, il cause des maux de tête et une irritation de la gorge. En concentrations élevées, ses vapeurs ont une action anesthésiante. Le mésitylène est irritant pour la peau, les yeux et l'appareil respiratoire.